# Estreito de Dundas

Mapa do golfo de Van Diemen, no norte da Austrália: o estreito de Dundas faz a sua saída para o Mar de Arafura

O estreito de Dundas é uma passagem marítima no Território do Norte, na Austrália, entre a Ilha Melville e o Parque Nacional Garig Gunak Barlu na Península de Cobourg. Liga o Golfo de Van Diemen ao Mar de Arafura.